# Gran Premio di superbike di Losail 2006
Il Gran Premio di superbike di Losail 2006 è stato la prima prova su dodici del campionato mondiale Superbike 2006, disputato il 25 febbraio sul circuito di Losail, in gara 1 ha visto la vittoria di James Toseland davanti a Troy Bayliss e Andrew Pitt, la gara 2 è stata vinta da Troy Corser che ha preceduto Troy Bayliss e Noriyuki Haga.
La vittoria nella gara valevole per il campionato mondiale Supersport 2006 è stata ottenuta da Sébastien Charpentier.

## Risultati

### Gara 1

#### Arrivati al traguardo[4]
| Pos. | Nº  | Pilota              | Squadra                     | Motocicletta       | Giri | Tempo     | Griglia | Punti |
| ---- | --- | ------------------- | --------------------------- | ------------------ | ---- | --------- | ------- | ----- |
| 1º   | 52  | James Toseland      | Winston Ten Kate Honda      | Honda CBR 1000RR   | 18   | 36:31.339 | 4º      | 25    |
| 2º   | 21  | Troy Bayliss        | Ducati Xerox                | Ducati 999 F06     | 18   | +0:00.088 | 1º      | 20    |
| 3º   | 88  | Andrew Pitt         | Yamaha Motor Italia WSB     | Yamaha YZF R1      | 18   | +0:02.390 | 3º      | 16    |
| 4º   | 1   | Troy Corser         | Alstare Suzuki Corona Extra | Suzuki GSXR1000 K6 | 18   | +0:02.599 | 5º      | 13    |
| 5º   | 84  | Michel Fabrizio     | D.F.X. Treme                | Honda CBR 1000RR   | 18   | +0:06.999 | 15º     | 11    |
| 6º   | 4   | Alex Barros         | Klaffi Honda                | Honda CBR 1000RR   | 18   | +0:14.717 | 10º     | 10    |
| 7º   | 44  | Roberto Rolfo       | Ducati SC - Caracchi        | Ducati 999 F05     | 18   | +0:15.224 | 11º     | 9     |
| 8º   | 7   | Pierfrancesco Chili | D.F.X. Treme                | Honda CBR 1000RR   | 18   | +0:21.183 | 14º     | 8     |
| 9º   | 20  | Marco Borciani      | Sterilgarda - Berik         | Ducati 999 F05     | 18   | +0:22.450 | 16º     | 7     |
| 10º  | 76  | Max Neukirchner     | Team Pedercini              | Ducati 999 RS      | 18   | +0:23.932 | 20º     | 6     |
| 11º  | 3   | Norifumi Abe        | Yamaha Motor France-Ipone   | Yamaha YZF R1      | 18   | +0:24.816 | 19º     | 5     |
| 12º  | 31  | Karl Muggeridge     | Winston Ten Kate Honda      | Honda CBR 1000RR   | 18   | +0:25.643 | 8º      | 4     |
| 13º  | 55  | Régis Laconi        | PSG-1 Kawasaki Corse        | Kawasaki ZX10R     | 18   | +0:29.139 | 17º     | 3     |
| 14º  | 16  | Sébastien Gimbert   | Yamaha Motor France-Ipone   | Yamaha YZF R1      | 18   | +0:29.977 | 18º     | 2     |
| 15º  | 11  | Rubén Xaus          | Sterilgarda - Berik         | Ducati 999 F05     | 18   | +0:36.675 | 21º     | 1     |
| 16º  | 38  | Shin'ichi Nakatomi  | Yamaha Motor France-Ipone   | Yamaha YZF R1      | 18   | +0:37.495 | 24º     |       |
| 17º  | 13  | Vittorio Iannuzzo   | Celani Team Suzuki Italia   | Suzuki GSXR1000 K6 | 18   | +1:06.454 | 26º     |       |
| 18º  | 99  | Steve Martin        | Foggy Petronas Racing       | Petronas FP1       | 18   | +1:06.594 | 9º      |       |
| 19º  | 116 | Franco Battaini     | Kawasaki Bertocchi          | Kawasaki ZX10R     | 18   | +1:11.802 | 27º     |       |
| 20º  | 19  | Lucio Pedercini     | Team Pedercini              | Ducati 999 RS      | 18   | +1:43.080 | 23º     |       |
| 21º  | 95  | Talal Al Naimi      | D'Antin MotoGP              | Yamaha YZF R1      | 17   | +1 giro   | 29º     |       |

#### Ritirati
| Nº | Pilota         | Squadra                     | Motocicletta       | Giri | Griglia |
| -- | -------------- | --------------------------- | ------------------ | ---- | ------- |
| 71 | Yukio Kagayama | Alstare Suzuki Corona Extra | Suzuki GSXR1000 K6 | 17   | 7º      |
| 41 | Noriyuki Haga  | Yamaha Motor Italia WSB     | Yamaha YZF R1      | 17   | 6º      |
| 10 | Fonsi Nieto    | PSG-1 Kawasaki Corse 2      | Kawasaki ZX10R     | 9    | 13º     |
| 9  | Chris Walker   | PSG-1 Kawasaki Corse        | Kawasaki ZX10R     | 7    | 12º     |
| 15 | Fabien Foret   | Alstare Eng. Corona Extra   | Suzuki GSXR1000 K6 | 6    | 25º     |
| 8  | Ivan Clementi  | Team Pedercini              | Ducati 999 RS      | 4    | 22º     |
| 57 | Lorenzo Lanzi  | Ducati Xerox                | Ducati 999 F06     | 3    | 2º      |
| 18 | Craig Jones    | Foggy Petronas Racing       | Petronas FP1       | 0    | 28º     |

### Gara 2

#### Arrivati al traguardo[5]
| Pos. | Nº  | Pilota             | Squadra                     | Motocicletta       | Giri | Tempo     | Griglia | Punti |
| ---- | --- | ------------------ | --------------------------- | ------------------ | ---- | --------- | ------- | ----- |
| 1º   | 1   | Troy Corser        | Alstare Suzuki Corona Extra | Suzuki GSXR1000 K6 | 18   | 36:20.395 | 5º      | 25    |
| 2º   | 21  | Troy Bayliss       | Ducati Xerox                | Ducati 999 F06     | 18   | +0:01.025 | 1º      | 20    |
| 3º   | 41  | Noriyuki Haga      | Yamaha Motor Italia WSB     | Yamaha YZF R1      | 18   | +0:03.462 | 6º      | 16    |
| 4º   | 52  | James Toseland     | Winston Ten Kate Honda      | Honda CBR 1000RR   | 18   | +0:03.463 | 4º      | 13    |
| 5º   | 88  | Andrew Pitt        | Yamaha Motor Italia WSB     | Yamaha YZF R1      | 18   | +0:04.350 | 3º      | 11    |
| 6º   | 57  | Lorenzo Lanzi      | Ducati Xerox                | Ducati 999 F06     | 18   | +0:19.610 | 2º      | 10    |
| 7º   | 4   | Alex Barros        | Klaffi Honda                | Honda CBR 1000RR   | 18   | +0:20.548 | 10º     | 9     |
| 8º   | 84  | Michel Fabrizio    | D.F.X. Treme                | Honda CBR 1000RR   | 18   | +0:21.183 | 15º     | 8     |
| 9º   | 31  | Karl Muggeridge    | Winston Ten Kate Honda      | Honda CBR 1000RR   | 18   | +0:23.198 | 8º      | 7     |
| 10º  | 11  | Rubén Xaus         | Sterilgarda - Berik         | Ducati 999 F05     | 18   | +0:26.533 | 21º     | 6     |
| 11º  | 3   | Norifumi Abe       | Yamaha Motor France-Ipone   | Yamaha YZF R1      | 18   | +0:26.854 | 19º     | 5     |
| 12º  | 10  | Fonsi Nieto        | PSG-1 Kawasaki Corse        | Kawasaki ZX10R     | 18   | +0:28.132 | 13º     | 4     |
| 13º  | 44  | Roberto Rolfo      | Ducati SC - Caracchi        | Ducati 999 F05     | 18   | +0:28.135 | 11º     | 3     |
| 14º  | 20  | Marco Borciani     | Sterilgarda - Berik         | Ducati 999 F05     | 18   | +0:34.176 | 16º     | 2     |
| 15º  | 16  | Sébastien Gimbert  | Yamaha Motor France-Ipone   | Yamaha YZF R1      | 18   | +0:35.395 | 18º     | 1     |
| 16º  | 9   | Chris Walker       | PSG-1 Kawasaki Corse        | Kawasaki ZX10R     | 18   | +0:42.158 | 12º     |       |
| 17º  | 38  | Shin'ichi Nakatomi | Yamaha Motor France-Ipone   | Yamaha YZF R1      | 18   | +0:50.906 | 24º     |       |
| 18º  | 99  | Steve Martin       | Foggy Petronas Racing       | Petronas FP1       | 18   | +0:51.504 | 9º      |       |
| 19º  | 8   | Ivan Clementi      | Team Pedercini              | Ducati 999 RS      | 18   | +1:00.943 | 22º     |       |
| 20º  | 116 | Franco Battaini    | Kawasaki Bertocchi          | Kawasaki ZX10R     | 18   | +1:01.456 | 27º     |       |
| 21º  | 95  | Talal Al Naimi     | D'Antin MotoGP              | Yamaha YZF R1      | 17   | +1 giro   | 29º     |       |

#### Ritirati
| Nº | Pilota              | Squadra                     | Motocicletta       | Giri | Griglia |
| -- | ------------------- | --------------------------- | ------------------ | ---- | ------- |
| 7  | Pierfrancesco Chili | D.F.X. Treme                | Honda CBR 1000RR   | 10   | 14º     |
| 71 | Yukio Kagayama      | Alstare Suzuki Corona Extra | Suzuki GSXR1000 K6 | 9    | 7º      |
| 76 | Max Neukirchner     | Team Pedercini              | Ducati 999 RS      | 8    | 20º     |
| 18 | Craig Jones         | Foggy Petronas Racing       | Petronas FP1       | 6    | 28º     |
| 19 | Lucio Pedercini     | Team Pedercini              | Ducati 999 RS      | 4    | 23º     |
| 55 | Régis Laconi        | PSG-1 Kawasaki Corse        | Kawasaki ZX10R     | 2    | 17º     |
| 15 | Fabien Foret        | Alstare Eng. Corona Extra   | Suzuki GSXR1000 K6 | 1    | 25º     |
| 13 | Vittorio Iannuzzo   | Celani Team Suzuki Italia   | Suzuki GSXR1000 K6 | 1    | 26º     |

### Supersport

#### Arrivati al traguardo[3]
| Pos. | Nº  | Pilota                | Squadra                     | Motocicletta    | Giri | Tempo     | Griglia | Punti |
| ---- | --- | --------------------- | --------------------------- | --------------- | ---- | --------- | ------- | ----- |
| 1º   | 16  | Sébastien Charpentier | Winston Ten Kate Honda      | Honda CBR 600RR | 18   | 37:30.955 | 1º      | 25    |
| 2º   | 11  | Kevin Curtain         | Yamaha Motor Germany        | Yamaha YZF R6   | 18   | + 5.396   | 3º      | 20    |
| 3º   | 54  | Kenan Sofuoğlu        | Winston Ten Kate Honda      | Honda CBR 600RR | 18   | + 11.657  | 2º      | 16    |
| 4º   | 12  | Javier Forés          | SLM Racing                  | Yamaha YZF R6   | 18   | + 38.142  | 6º      | 13    |
| 5º   | 116 | Johan Stigefelt       | Dark Dog Stiggy Motorsports | Honda CBR 600RR | 18   | + 39.168  | 21º     | 11    |
| 6º   | 127 | Robbin Harms          | Stiggy Motorsports          | Honda CBR 600RR | 18   | + 45.547  | 19º     | 10    |
| 7º   | 55  | Massimo Roccoli       | Yamaha Team Italia          | Yamaha YZF R6   | 18   | + 47.631  | 16º     | 9     |
| 8º   | 73  | Christian Zaiser      | LBR Ducati Racing           | Ducati 749 R    | 18   | + 47.682  | 11º     | 8     |
| 9º   | 45  | Gianluca Vizziello    | Yamaha Team Italia          | Yamaha YZF R6   | 18   | + 48.575  | 13º     | 7     |
| 10º  | 75  | Joshua Brookes        | Ducati SC - Caracchi        | Ducati 749 R    | 18   | + 49.814  | 25º     | 6     |
| 11º  | 145 | Sébastien Le Grelle   | Legrelle - Honda Belgium    | Honda CBR 600RR | 18   | + 54.509  | 20º     | 5     |
| 12º  | 49  | Anthony Gobert        | Yamaha - GMT 94             | Yamaha YZF R6   | 18   | + 54.702  | 17º     | 4     |
| 13º  | 37  | William De Angelis    | Intermoto Czech Klaffi      | Honda CBR 600RR | 18   | + 57.362  | 14º     | 3     |
| 14º  | 27  | Tom Tunstall          | Hardinge Ice Valley M.      | Honda CBR 600RR | 18   | +1:03.436 | 23º     | 2     |
| 15º  | 69  | Gianluca Nannelli     | Kopron Edo Racing           | Yamaha YZF R6   | 18   | +1:05.482 | 9º      | 1     |
| 16º  | 34  | Didier Van Keymeulen  | Moto 1 Yamaha Bikersdays    | Yamaha YZF R6   | 18   | +1:07.541 | 26º     |       |
| 17º  | 58  | Tomáš Mikšovský       | Intermoto Czech Klaffi      | Honda CBR 600RR | 18   | +1:14.308 | 22º     |       |
| 18º  | 21  | Chris Peris           | Moto 1 Yamaha Bikersdays    | Yamaha YZF R6   | 18   | +1:14.340 | 15º     |       |
| 19º  | 6   | Mauro Sanchini        | RG Team                     | Yamaha YZF R6   | 18   | +1:14.556 | 12º     |       |
| 20º  | 60  | Vladimir Ivanov       | Vector Racing               | Yamaha YZF R6   | 18   | +1:14.876 | 30º     |       |
| 21º  | 5   | Alessio Velini        | Umbria Bike                 | Yamaha YZF R6   | 18   | +1:44.747 | 28º     |       |
| 22º  | 68  | David Forner García   | Tati Team Beaujolais Racing | Yamaha YZF R6   | 18   | +1:46.385 | 29º     |       |
| 23º  | 88  | Julien Enjolras       | Tati Team Beaujolais Racing | Yamaha YZF R6   | 18   | +1:46.500 | 31º     |       |
| 24º  | 25  | Tatu Lauslehto        | Dark Dog Stiggy Motorsports | Honda CBR 600RR | 17   | +1 giro   | 27º     |       |
| 25º  | 77  | Barry Veneman         | Hoegee Suzuki               | Suzuki GSX 600R | 17   | +1 giro   | 10º     |       |

#### Ritirati
| Nº | Pilota             | Squadra              | Motocicletta    | Giri | Griglia |
| -- | ------------------ | -------------------- | --------------- | ---- | ------- |
| 19 | Dean Thomas        | Gil Motor Sport      | Kawasaki ZX6RR  | 16   | 18º     |
| 22 | Kai Børre Andersen | Hoegee Suzuki        | Suzuki GSX 600R | 16   | 7º      |
| 57 | Luka Nedog         | Ducati SC - Caracchi | Ducati 749 R    | 14   | 33º     |
| 15 | Andrea Berta       | SLM Racing           | Yamaha YZF R6   | 13   | 32º     |
| 8  | Maxime Berger      | Gil Motor Sport      | Kawasaki ZX6RR  | 7    | 8º      |
| 3  | Katsuaki Fujiwara  | Megabike Honda       | Honda CBR 600RR | 4    | 4º      |
| 23 | Broc Parkes        | Yamaha Motor Germany | Yamaha YZF R6   | 1    | 5º      |
| 38 | Grégory Leblanc    | Vazy Racing          | Honda CBR 600RR | 0    | 24º     |